# Leekster Hoofddiep

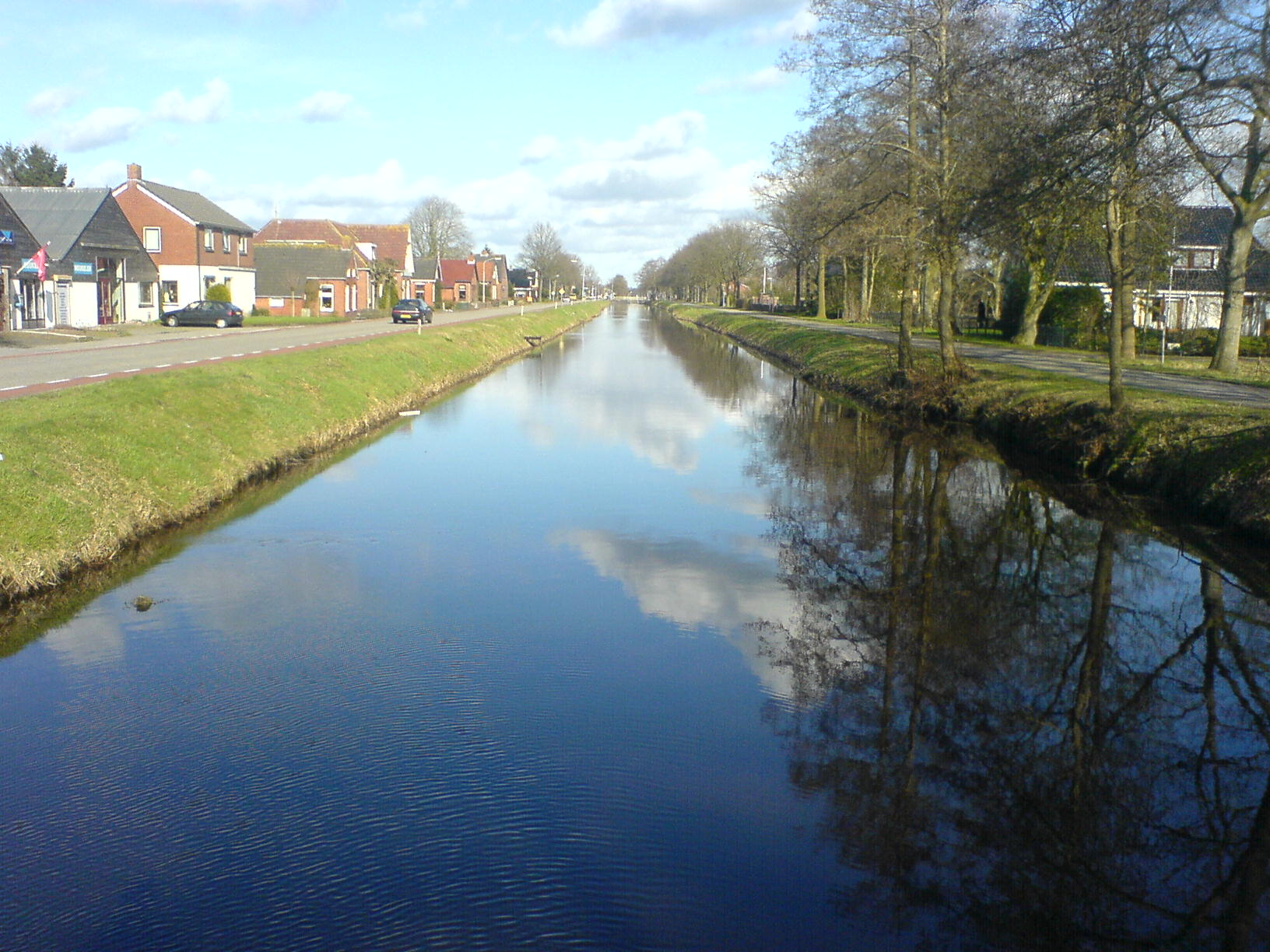
Het Leekster Hoofddiep ter hoogte van de Tolbertervaart (2007)

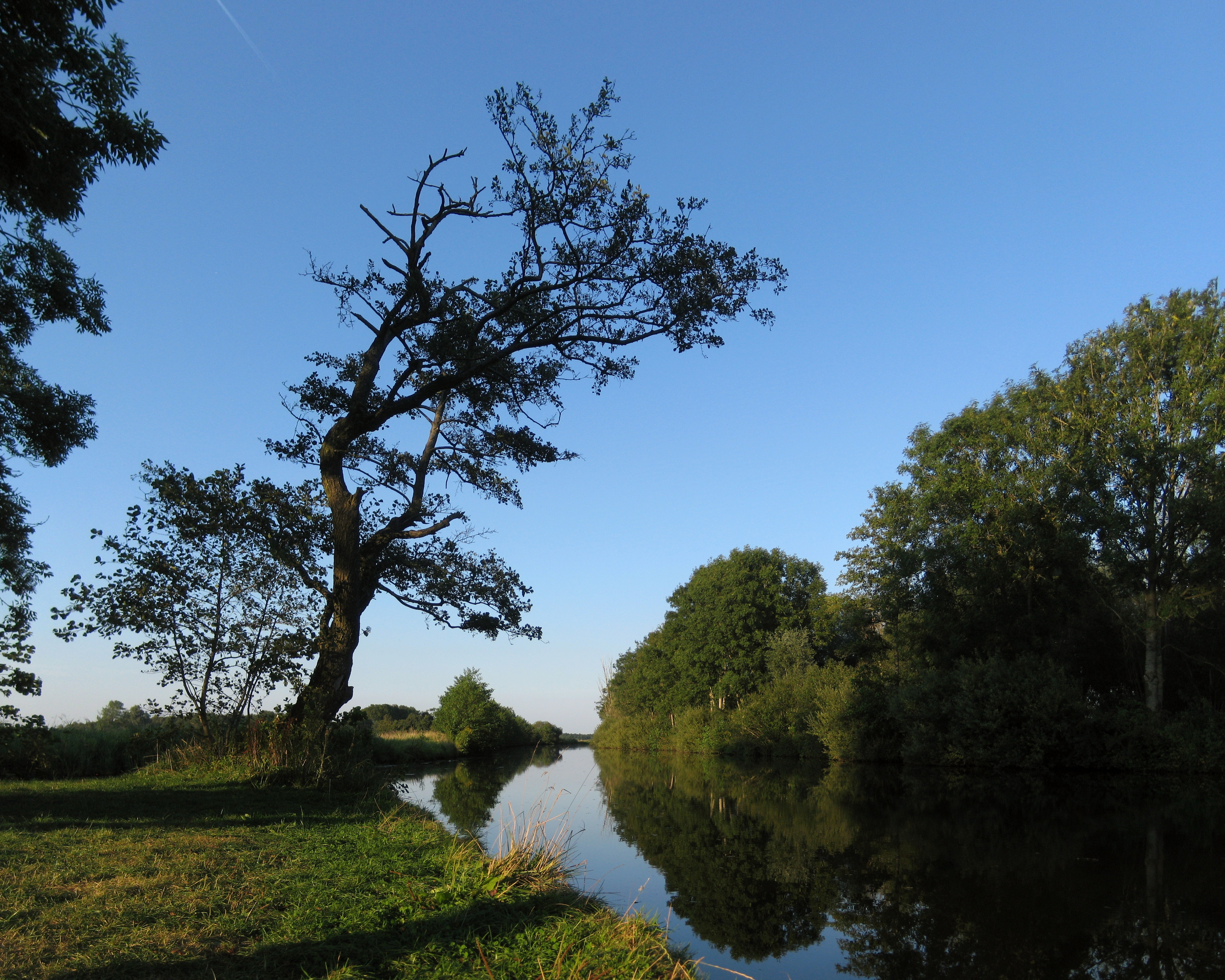
Het Leekster Hoofddiep bij Nienoord (2013)

Het Leekster Hoofddiep (ook: Leeksterhoofddiep) is een kanaal in de provincie Groningen, lopend van Zevenhuizen naar de monding in het Leekstermeer. 
Het kanaal werd rond 1560 gegraven in opdracht van Wigbold van Ewsum jr., voor de afwatering en als vaarweg voor turfschepen. Nadat hij in 1525 Nienoord had gesticht wilde hij beginnen met grootschalige turfwinning. Het Hoofddiep was nodig om de veenderij te verbinden met de turfmarkten, voornamelijk de stad Groningen. Het Leekster Hoofddiep werd het eerste veenkoloniale kanaal in de provincie Groningen.
Langs het kanaal liggen de plaatsen Leek, Tolbert, Nietap en Zevenhuizen, de buurtschappen Diepswal, Oostindië en Terheijl, de wijk Oostindie en het landgoed Nienoord. In het centrum van Leek is het kanaal beduikerd.